# Kaliumsulfid
Kaliumsulfid är en kemisk förening med formeln K2S. Denna färglösa solid påträffas sällan då ämnet raskt reagerar med vatten; en reaktion som ger kaliumvätesulfid (KSH) och kaliumhydroxid (KOH).

## Struktur
Kaliumsulfid antar antifluoritstruktur, vilket betyder att de små K+-jonerna upptar de tetrahedrala (F-) platserna i fluorit, och de större S2--jonerna upptar de åttakoordinerade Ca2+-platserna. Litiumsulfid (Li2S), natriumsulfid (Na2S) och rubidiumsulfid (Rb2S) kristalliserar sig på samma sätt.

## Tillverkning och reaktioner
K2S uppstår från reaktionen av kalium och svavel. I laboratoriet utförs denna syntes vanligtvis genom att kombinera en lösning av kalium i vattenfri ammoniak med rent svavel.
Detta salt innehåller den starkt basiska anjonen S2−, som fullständigt hydrolyseras i vatten enligt följande reaktionsformel:
K2S  +  H2O  →  KOH  +  KSH
Denna reaktion är dock inkonsekvent eftersom blandningen av SH− och OH− beter sig som en källa till S2−. Andra alkalimetallsulfider beter sig på samma sätt.

## Användningsområden
Kaliumsulfider bildas när krut förbränns och är viktiga intermediat i många pyrotekniska effekter, såsom senko hanabi och vissa glitterprodukter.